# 速歩
速歩（そくほ）または速歩き（はやあるき）、早歩き（はやあるき）は、歩行のうち速度を上げたものを指す。
個人差はあるが普通歩行の約4km/hより速い、5km/h～6km/h程度のことを言うことが多い。健康増進の効果が期待される。

## 代謝
走行では移動速度と代謝量が線形な関係にある一方、歩行は非線形な関係をもつと広く知られている。

### エネルギー
7km/h以下の歩行は走行より低いエネルギー消費であるのに対し、それ以上では歩行（速歩）のエネルギー消費が急激に上昇し、10km/hでは走行より30%多くエネルギーを消費する。

### 脂質
運動最中の脂質代謝は中程度の速歩（40%～65%VO2max）において最も顕著である。速度を上げ10km/hになると最大時の4割ほどへ脂質代謝が減少する。一方で脂質代謝は運動後にも亢進し続けることが知られているため、総脂質代謝量を最大化する運動強度には議論がある。

## 歩く速さと健康に対する効果
歩く速さは寿命の長さや病気の罹りやすさと関連すると言われている。
- 2011年JAMAに掲載された、9のコホート研究をプール解析した結果[5]では、65歳以上の地域住民34485人において歩行速度と生存率が関連し、歩行速度が0.1 m/s速くなる毎に統合ハザード比は0.88になった。
- 2011年のBMJクリスマス号では、"How fast does the Grim Reaper walk?　(死神の歩く速さは？)"として、シドニーに住む70歳以上の男性1705人を対象に歩行速度と死亡率についてROC解析を行った[6]。0.82 m/sより速く歩く群では、それより遅く歩く群と比較して死亡率が1.23倍低かった。1.36 m/s(約5 km/h)では「死神に追いつかれなかった=死神の歩行速度である」。